# Colona (Colorado)
Colona es un lugar designado por el censo ubicado en el condado de Ouray en el estado estadounidense de Colorado. En el Censo de 2010 tenía una población de 30 habitantes y una densidad poblacional de 189,89 personas por km².

## Geografía
Colona se encuentra ubicado en las coordenadas 38°19′39″N 107°46′46″O / 38.32750, -107.77944. Según la Oficina del Censo de los Estados Unidos, Colona tiene una superficie total de 0.16 km², de la cual 0.16 km² corresponden a tierra firme y (0%) 0 km² es agua.

## Demografía
Según el censo de 2010, había 30 personas residiendo en Colona. La densidad de población era de 189,89 hab./km². De los 30 habitantes, Colona estaba compuesto por el 100% blancos, el 0% eran afroamericanos, el 0% eran amerindios, el 0% eran asiáticos, el 0% eran isleños del Pacífico, el 0% eran de otras razas y el 0% pertenecían a dos o más razas. Del total de la población el 3.33% eran hispanos o latinos de cualquier raza.